# Cair Paravel
Cair Paravel is een fictieve locatie uit Het betoverde land achter de kleerkast, Het paard en de jongen, Prins Caspian, De reis van het drakenschip, De zilveren stoel en Het laatste gevecht van De Kronieken van Narnia door C.S. Lewis.

## Ligging en geografie
Cair Paravel is een van de belangrijkste locaties in Narnia, het is het koninklijk paleis van de koningen van Narnia. Het ligt eerst op een schiereiland, later op een eiland, aan de kust van de Grote Oostelijke Oceaan. Wanneer het gebouwd is, is onbekend, maar het moet er al gestaan hebben voordat Jadis, de Witte Heks over Narnia regeerde.
Het wordt beschreven als een groot kasteel met een troonzaal, met een ivoren dak en pauwenveren, waarin vier tronen staan.

## Het betoverde land achter de kleerkast
Hierin speelt Cair Paravel een grote rol. Het staat daar bekend als het kasteel van de vier tronen, waarop volgens de voorspelling ooit twee zonen en twee dochters van Adam en Eva zouden gaan zitten. Jadis, de Witte Heks kon het kasteel blijkbaar niet vernietigen, dus moest ze op een andere manier voorkomen dat die voorspelling uitkwam, want dat zou het einde zijn van haar regering en haar leven.
Aan het einde van het boek worden twee zonen en twee dochters van Adam en Eva door Aslan in Cair Paraval tot koningen en koninginen gekroond, namelijk Peter, Susan, Edmund en Lucy. Zij regeren op het kasteel tot ze verdwijnen in het Lantarenwoud.

## Het paard en de jongen
Hierin wonen Peter, Susan, Edmund en Lucy op het kasteel. Het is ook de plaats waar de schepen van Narnia aankomen en waar de legers bij elkaar worden geroepen. Vooral Susan verblijft graag op Cair Paravel.

## Prins Caspian
Eeuwen later is Cair Paravel een ruïne, waar Peter, Susan, Edmund en Lucy aankomen als ze door de hoorn van Susan worden opgeroepen.
Eerst herkennen ze Cair Paravel niet, ook omdat het dan op een eiland ligt en niet meer op een schiereiland. Pas door de maten van de zaal en doordat ze hun schatkamer terugvinden, herkennen ze het. Ze varen van Cair Paravel weg om Caspian X te gaan helpen.
Caspian laat op de plaats van Cair Paravel een nieuw kasteel bouwen met dezelfde naam.

## De reis van het drakenschip
Hierin vertrekt Caspian X met zijn schip De Dageraad vanaf Cair Paravel, wat hij toen blijkbaar alweer had opgebouwd. Als Edmund en Lucy en Eustaas aan boord komen is hij dertig dagen en vierhonderd zeemijl van Cair Paravel af.
Aan het eind van het verhaal keert hij veilig terug naar Cair Paravel, van een reis naar het einde van de wereld. Samen met de dochter van Ramandoe, met wie hij trouwt, gaat hij op Cair Paravel wonen.

## De zilveren stoel
Hierin komen Eustaas en Jill aan bij Cair Paravel, uit het Land van Aslan, op het moment dat Caspian afscheid neemt van zijn volk. Glimveer ontdekt hen, en ze worden bij de dwerg Trompoen gebracht.
Ze krijgen onderdak in Cair Paravel, waar ze de luxe van het paleis ervaren. Het paleis heeft veel kamers, met haardvuren en zelfs een bad. Ze eten ook in de grote zaal, waar de banieren aan het plafond hangen. Het eten is zeer uitgebreid, en is er muziek en dichtkunst. 's Nachts worden ze door Glimveer opgehaald voor hun reis naar het noorden.
Als ze terugkomen van hun reis van het noorden, maken ze mee dat het schip van Caspian terugkomt van zijn reis. Als de koning sterft, gaat de vlag op Cair Paravel halfstok.

## Het laatste gevecht
Hierin wordt Cair Paravel door de Calormeners vanaf de zee veroverd en waait de vlag van de Tisrok op het kasteel. Alle Narniërs zijn gedood en de Calormeners zijn heer en meester in het kasteel.
In het ware Narnia staat Cair Paravel ook, en dan wel het echte Cair Paravel. Lucy herkent zelfs het raam van de kamer, waarin ze sliep.